# دفتر
دَفتَر مجموعه‌ای از کاغذهای متصل به یکدیگر هستند که در آن می‌نویسند.
در فرهنگ عمید آمده‌است: «دستهٔ کاغذ ته‌دوزی شده به شکل کتاب که در آن مطالب و اشعار یا حساب‌ها را بنویسند». واژهٔ دفتر از زبان یونانی دیفترای به معنی چرم آمده است که رسانه نوشتاری روزگار باستان در ایونیا بوده است.

## انواع دفتر
- دفتر 40 برگ
- دفتر 60 برگ
- دفتر 80 برگ
- دفتر یاداشت
- دفتر برنامه ریزی
- دفتر خط دار
- دفتر نقاشی
- دفتر شطرنجی

## دفترهای کاغذی

### ابعاد استاندارد
دفترها معمولاً به صورت اندازه کاغذهای نامه آمریکایی یا به صورت A4(یا ایزو ۲۱۶) جهانی بهترین اندازه برای نوشتن جزوه در مدرسه و محل کار است. دفترهای نصف این اندازه A5 می‌باشد که برای مصارف یادداشت و دفترطراحی مناسب است. سایزهای دیگری مانند B5 که اندازه‌ای است بین A4 و A5 وجود دارد. این اندازه در آمریکای شمالی طرفدارهای زیادی دارد. اندازه A6 به نام سایز جیبی معروف است زیرا به‌راحتی می‌توان در جیب لباس حمل کرد.

### شکل صفحات
مدل خط دار و بدون خط متداول‌ترین انواع دفتر به‌شمار می‌آیند. اما انواع دیگری نیز در بازار یافت می‌شود که بنا بر استفاده می‌توانید از آن‌ها استفاده کنید.

### دفترهای خط دار
برای کسانی که از دفتر برای نوشتن سود می‌برند بسیار مناسب است.

### دفترهای بدون خط
هر شخص که به فضای بدون محدودیت نیاز دارد مانند هنرمندان و متفکران بصری از این دفتر استفاده می‌کنند.

### دفترهای نقطه دار
با تشکیل یک بافت بصری می‌تواند برای نوشتن و طراحی استفاده شود.

### چهارخانه
این دفترها برای ترسیم مهندسی، دیاگرام و طراحی‌های بصری ایزومتریک استفاده می‌شوند.

### خط-نقطه دار
برای دانش‌آموزانی که در نوشتن جزوه اشکال درس را هم ترسیم می‌کنند کاربرد دارد، با کمک این بافت می‌توان نوشته‌ها نظم بخشید.

### چهار خانه - خط دار
بدعت جدیدی در دفترها به حساب می‌آید، خطوط ضخیم‌تر و چهارخانه‌های پنج میلی‌متری باریک‌تر چاپ شده‌است.

### فضای بین خطوط
بسیاری از مردم از دفترهای متوسط که فاصله بین خطوط آن هفت میلی‌متر است استفاده می‌کنند. دانش‌آموزان و افرادی با دست‌خط بزرگتر از دفترهایی با فاصله خطوط هشت میلی‌متر و افرادی که دست‌خط کوچکی دارند از شش میلی‌متر استفاده می‌کنند. همچنین برای یادداشت‌های عادی و ترسیم هندسی از ۵ میلی‌متر و افرادی که به دنبال ضرافت کار می‌گردندن خط‌های سه میلی‌متری برای هشان مناسب است.

## صحافی[۲]
دفترها به شکل‌های مختلف صحافی می‌شوند، مانده ته چسب، دوخت با منگنه، دوخت با نخ، سیم مارپیچ یا ترکیبی از آن‌ها می‌باشد. نوع صحافی مشخص می‌کند که دفتر به چه میزان مسطح باشد و چگونه کاغذها کنار هم مرتب می‌شوند و چگونه خوانده می‌شود.

### صحافی ته چسب
معمولاً به اندازه بقیه موارد صحافی از کاغذهای داخلی محافظت نمی‌کند. پیش‌تر دفترهای ته چسب کاملاً مسطح و صاف نبودند، تا اینکه فناوری جدید آن‌ها را مسطح کرد. بعضی دفترهای از مدل خاص چسب استفاده می‌کنند که می‌توان کاغذ هارا به‌ راحتی از دفتر جدا کرد. این مدل در دفترهای طراحی که که نیاز است تا کاغذها از دفتر جدا شوند وجود دارد.

### صحافیمنگنهای
برای دفترهای نازکتر مانند ۶۴ برگ و کمتر از آن استفاده می‌شود. منگنه در وسط کاغذها قرار می‌گیرد و سپس همه ورق‌ها تا می‌شوند تا به شکل دفتر دربیاید. برخی از دفترها بر بالای خود، در جایی که تا می‌شوند یا نیاز به برداشتن کاغذ هست منگنه دارند. برای دفترهای کوچک و جیبی به منگنه‌ای بودن آن دقت کنید.

### صحافی دوختی
درست همانند دفترهای منگنه‌ای، از همان مسیر منگنه دفتر دوخته می‌شود و سپس ورق‌ها تا شده تا به‌شکل دفتر دربیاید. برخلاف صحافی منگنه‌ای، در مدل دوختی ورق‌های بیشتری می‌توانند در یک دفتر جای بگیرند. این گونه دفتر مناسب افرادی که به دنبال دفتری مسطح و دارای صحافی قوی هستند، می‌باشد.

### صحافی فنری
یک مفتول فلزی که مارپیچ از میان صفحات رد شده، کاغذها را در کنار هم نگاه می‌دارد. در کنار استحکام ، حرکات کاغذ از میان حلقه‌های فنری محدود بوده و همیشه حلقه‌های نزدیک‌تر مارپیچ شانس کمتری به حرکت صفحه‌ها در میان حلقه را دارد.

### صحافی حلقه‌ای
به دو صورت یک حلقه و دو حلقه است. قوی‌ترین مدل صحافی است که تاکنون در مورد آن بحث کردیم. دفترهایی که با این شکل صحافی می‌شوند در حین باز شدن می‌توانند کاملاً مسطح قرار بگیرند. نکته منفی استفاده از این دفترها حجم زیاد حلقه‌ها است که نمی‌توان آن را مسطح کرد.

## ریزه‌کاری‌های کاغذ

### وزنکاغذ
در آمریکای شمالی با واحد پوند و در سایت کشورها با واحد گرم بر متر مربع محاسبه می‌شود. وزن کاغذ لزوماً بر کیفیتی کاغذ بی‌تاثیر است. برخی از کاغذهای سبک مانند Tomoe River pepr با وزن ۵۸ گرم بر متر مربع که برای استفاده توسط خودکار طراحی شده دارای بالاترین کیفیت در میان کاغذها است. در کل کاغذهای سنگین تر مانند ۱۰۱ گرم یا بالاتر، ضخیم‌تر و نامیرا تر هستند. آنها در مقابل پاک شدن و شفاف شدن بسیار مقاوم تر هستند. افرادی که بر روی دو سطح کاغذ می‌نویسند تمایل به استفاده از کاغذهای ضخیم دارند.

### تعداد برگه‌ها
علاوه بر نوع و شکل ونوع صحافی دفترها، آن‌ها بر اساس تعداد صفحات داخلی نیز دسته‌بندی می‌شوند. بعضی افراد به دفترهای نازکتر علاقه دارند در حالیکه بعضی دیگر ترجیح می‌دهند که دفترشان به اندازه یک دائرةالمعارف قطور باشد تا بتوانند عقایدشان را در آن ثبت کنند. اگر بدنبال برگه‌های بیشتر بدون وزن زیاد هستند، بدنبال کاغذهای سبک‌تر بگردید، از تعداد کاغذهایی که می‌توانید به این روش حمل کنید شگف زده خواهید شد.

### جنس جلد و طراحی
جنس جلد دفتر از مقواهای سبک و مقواهای سنگین تا صفحات پلاستیک منعطف و چرم گران‌قیمت گسترش دارد. اگر دفتر خود را همه جا با خود حمل می‌کنید، باد بدنبال جلد قوی‌تر باشید که ضربه‌هایی را تحمل کند. لبه‌های گرد کاغذ هم انتخاب مناسبی در دفترهاست. جلدهای چند کاره همیشه محبوب بوده‌اند. جلد با جیب که بتوانید در داخل آن کارت ویزیت و چند ورق کاغذ حمل کنید از آنهاست.

### ورق‌های کنگره‌دار (پرفراژ)
چه برگی از مشق شب باشد و چه یک طراحی که می‌خواهید قاب کنید، دفترهای کنگره‌دار (پرفراژ شده) بسیار بدرد بخور هستند. کنگره‌هایی که مجموع سوراخ‌های نزدیک به هم هستند بسیار بهتر جدا می‌شوند. آنهایی که فاصلهٔ سوراخ‌ها از هم زیاد هستند با لطف تا کردن می‌بایست آن‌ها را از هم جدا کرد و در این حالت هم ممکن است که صفحات کامل از هم جدا نشوند.

## انواع جلدها

### جلدهای قابل تعویض
برخی از شرکت‌ها دفترهایشان را با جلدهای قابل تعویض مجهز کرده‌اند. زمانی که یک دفتر را به اتمام رساندید، فقط کافیست جلد آن را به دفتر جدید منتقل کنید. این قابلیت برای اشخاصی که می‌خواهند نوع یکسانی از دفتر داشته باشند و دفترهای قبلی خود را ذخیره کنند بسیار سودمند است .

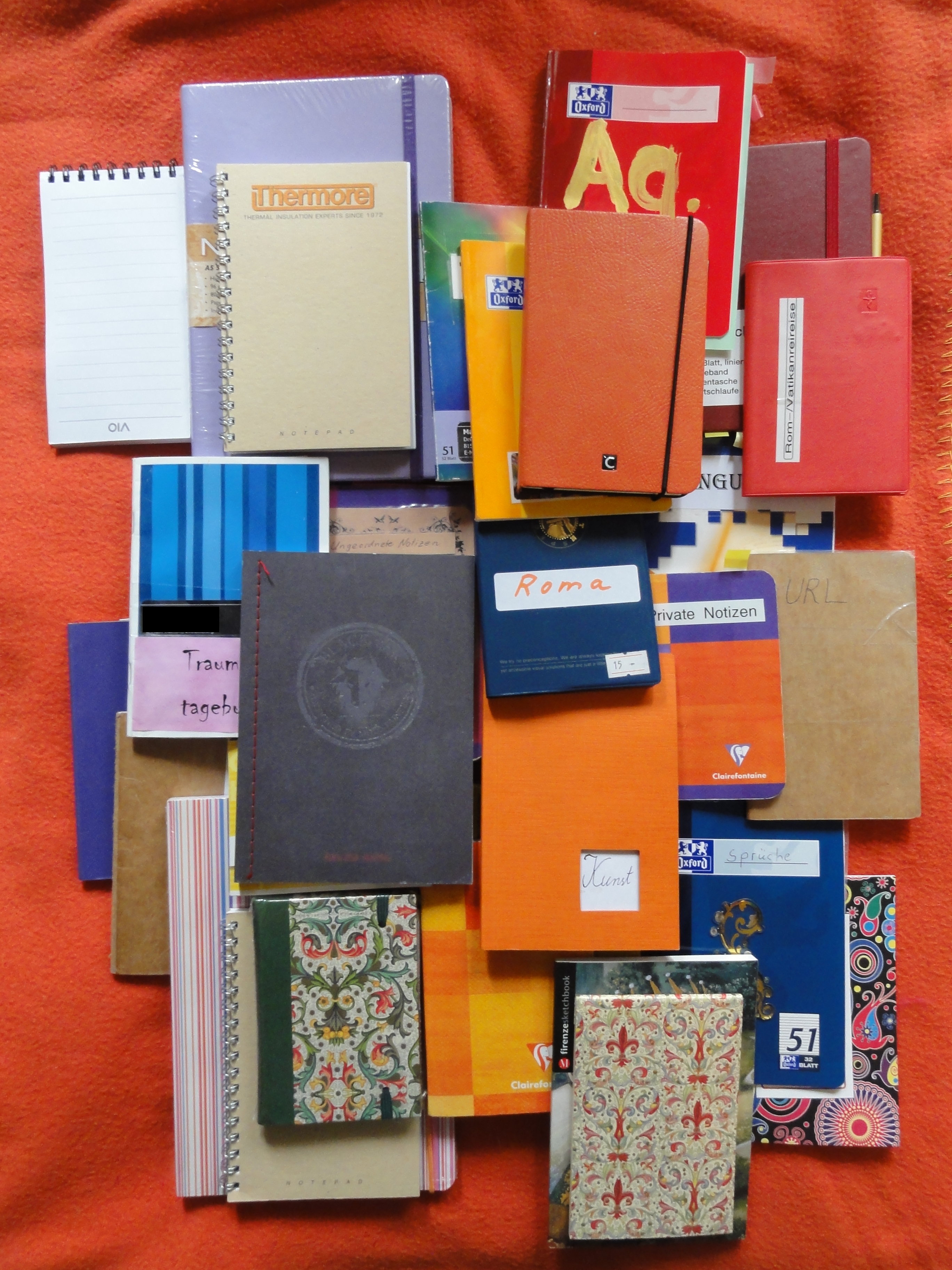
دفتر

### جلدهایپی وی سی
در این گونه روکش، پیرامون جلد مقوایی یک لایه فیلم پی وی سی، به شکل جوش پلاستیک قرار گرفته و باعث می‌شود جلد غیرقابل نفوذ با آب و مایعات شده، جای دست بر روی آن نماند و در نتیجه عمر آن افزایش چشمگیری پیدا کند.

### جلدهای سخت
یکی از بهترین مدل جلد برای دفاتر با طول عمر بالا است. جنس داخل جلد مقوا ماکت بوده و با روکش سلفن پوشانده می‌شود، این مورد بهترین شکل برای دفترهایی هست که از آن‌ها به عنوان جزوه‌نویسی سرپایی سود جسته می‌شود.

### جلدهای چرمی و چرم مصنوعی
جلدهای زیبا و لوکس که با تنوع رنگی زیاد و بافت بی نظیرشان می‌توانند علاوه بر محافظت از افکار و نوشته‌های ثبت شده در آن‌ها، نمای زیبایی به دفتر بدهند.